# 프랑스 해군
프랑스 해군(佛蘭西海軍, 프랑스어: Marine Nationale, 영어: French Navy)은 프랑스 국방부 산하에 있는 군사 조직이며, 주로 영해 보호를 책임진다. 표어는 명예, 조국, 용맹, 훈련(Honneur, Patrie, Valeur, Discipline)이며, 별명은 라 루아얄(La Royale)이다.

## 프랑스 구축함급
이지스급
- 프랑스 - 호리존급 2척

6000톤급
- 프랑스 - 아퀴텐급 6척

3000톤급
- 프랑스 - 라파예트급 5척

## 프랑스 잠수함
전략원잠
- 프랑스 - 트리옹팡급 1척 14,000톤

공격원잠
- 프랑스 - 르두타블급 6척 8,000톤
- 프랑스 - 바라쿠다급 +4척 4,600톤
- 프랑스 - 루비급 6척 2,600톤

## 프랑스 항공모함
- 프랑스 - 샤를드골함 1척 40,000톤

## 같이 보기
- 프랑스 공군
- 프랑스 육군